# 内藤正彦 (国土交通技官)
内藤 正彦（ないとう まさひこ）は、日本の国土交通技官。元国土交通省北陸地方整備局長。

## 人物・経歴
岐阜県本巣市出身。岐阜県立岐阜北高等学校を経て、1989年名古屋大学工学部土木工学科卒業、建設省入省。
関東地方建設局企画部、建設大臣官房、国土交通省総合政策局、国土交通省河川局治水課を経て、2004年国土交通省中国地方整備局出雲河川事務所長。2006年国土交通省中国地方整備局企画部企画調整官。
リバーフロント整備センター主席研究員、国土交通省河川局治水課技術調整官、国土交通省水管理・国土保全局河川計画課河川情報企画室長、国土交通省水管理・国土保全局防災課災害対策室長、国土交通省水管理・国土保全局海岸室長を経て、2019年国土交通省北陸地方整備局企画部長。
2020年国土交通省水管理・国土保全局防災課長。2021年国土交通省水管理・国土保全局河川環境課長。2022年国土交通省北陸地方整備局長。2023年国土交通省大臣官房付、即日辞職、リバーフロント研究所技術参与、自然環境共生技術協会審議委員。